# Хроніка Еріка

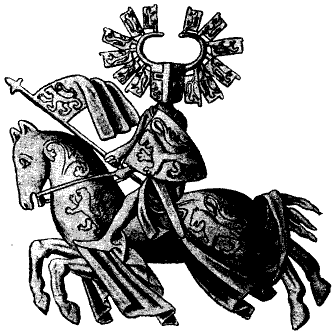
Герцог Ерік Магнусон, на честь якого названо хроніку

Хроніка Еріка (швед. Erikskrönikan) — римована хроніка, одна з найдавніших шведських літературних пам'яток. Вона була складена в 1320-і роки невідомим автором. В основу хроніки покладена історія династії шведських конунгів — Фолькунгів — з моменту її заснування в середині XIII століття до вступу на трон Магнуса Еріксона 1319 року.

## Назва
Хроніку названо за іменем батька Магнуса Еріксона, герцога Еріка, який є її головним героєм. Проте цю назву хроніка отримала лише у XVI столітті, щоб її було зручніше відрізняти від пізніших римованих хронік. У XV столітті «Хроніка Еріка» називалася «Стара римована хроніка». Про її первісну назву нічого не відомо.

## Списки
Текст «Хроніки Еріка» зберігся до теперішнього часу в дев'ятнадцяти рукописних кодексах. Найбільш ранній з них, так звана «Книга пані Мерти» (Fru Martas bok), що датується 1457 роком, містить, окрім хроніки, декілька лицарських романів. У двох пізніших манускриптах — «Книзі Спегельберга» (1470–1480, Spegelbergs bok) та «Книзі пані Елін» (1476, Fru Elins bok) — «Хроніка Еріка» також сусідить з лицарськими романами. Оригінальний текст хроніки найкраще відтворюється за «Книгою Спегельберга». Саме цей варіант покладено за основу всіх сучасних шведських видань «Хроніки Еріка». Списки хроніки, що належали двом аристократичним паніям — Пані Мерті та Елін — містять низку пропусків і змін (в першій книзі відсутній пролог, а Ярл Біргер в обох називається лицарем). Ці зміни сталися в результаті редагування тексту, здійсненого, ймовірно, на прохання самих власників рукописів.

## Історичне джерело
Хроніка є дуже цінним історичним джерелом. Помітне місце в хроніці займає опис російсько-шведських воєн. Зокрема опис бойових дій пов'язаних з будівництвом та штурмом російськими фортеці Ландскрона, вірш 1458–1805. За детальністю опису цей текст не має собі рівних в середньовічних російських та шведських джерелах.

## Видання
- Svenska medeltidens rimkrönikor, del I, utgiven av Gustaf Edvard Klemming (Stockholm 1865).
- Erikskrönikan enligt cod. Holm. D2, utgiven av Rolf Pipping (Uppsala 1921), med komplett filologisk variantapparat, det vill säga att skillnader mellan olika handskrifter redovisas och kommenteras sida för sida. Nya utgåvor 1963 och 1992.
- Erikskrönikan, utgiven av Sven-Bertil Jansson (Stockholm 1986), med delvis moderniserad ortografi.